# Municipio de Newcastle (Nebraska)
El municipio de Newcastle (en inglés: Newcastle Township) es un municipio ubicado en el condado de Dixon en el estado estadounidense de Nebraska. En el año 2010 tenía una población de 499 habitantes y una densidad poblacional de 4,87 personas por km².

## Geografía
El municipio de Newcastle se encuentra ubicado en las coordenadas 42°40′10″N 96°51′8″O / 42.66944, -96.85222. Según la Oficina del Censo de los Estados Unidos, el municipio tiene una superficie total de 102.37 km², de la cual 98,39 km² corresponden a tierra firme y (3,89 %) 3,98 km² es agua.

## Demografía
Según el censo de 2010, había 499 personas residiendo en el municipio de Newcastle. La densidad de población era de 4,87 hab./km². De los 499 habitantes, el municipio de Newcastle estaba compuesto por el 99,6 % blancos, el 0,2 % eran afroamericanos, el 0,2 % eran amerindios. Del total de la población el 2,4 % eran hispanos o latinos de cualquier raza.